# Municipio de Westport (Iowa)
El municipio de Westport (en inglés: Westport Township) es un municipio ubicado en el condado de Dickinson en el estado estadounidense de Iowa. En el año 2010 tenía una población de 110 habitantes y una densidad poblacional de 1,18 personas por km².

## Geografía
El municipio de Westport se encuentra ubicado en las coordenadas 43°17′46″N 95°19′41″O / 43.29611, -95.32806. Según la Oficina del Censo de los Estados Unidos, el municipio tiene una superficie total de 93.09 km², de la cual 93,07 km² corresponden a tierra firme y (0,03 %) 0,02 km² es agua.

## Demografía
Según el censo de 2010, había 110 personas residiendo en el municipio de Westport. La densidad de población era de 1,18 hab./km². De los 110 habitantes, el municipio de Westport estaba compuesto por el 100 % blancos. Del total de la población el 0 % eran hispanos o latinos de cualquier raza.